# プジョー・20カップ
プジョー・20カップ (Peugeot 20Cup) は2007年に発表されたプジョーのコンセプトカーである。

## 概要
20カップは2005年のフランクフルトモーターショーで発表された三輪のコンセプトカーで、カーボンファイバー製2人乗りのコックピットと207のフロントエンドとオートバイのリアが組み合わされている。
2台製造され、ボディカラーは黒の個体と白の個体が存在する。タイヤは18インチでフロント210/65R18、リヤ377/71R18でアロイホイールを装着する。

### エンジン
エンジンは20カップ専用でBMWとPSAのコラボレーションで作られた。搭載するターボチャージャー付き4気筒16バルブガソリンエンジンは、最高出力170bhp（127kW）、最大トルク240Nmを発揮する。

### デザイン
逆三角形のデザインは「オタマジャクシ」（the "tadpole"）形式としても知られている。